# Żurek (película)
Żurek (polaco: Zhoorek) es una película dramática polaca de 2003 dirigida por Ryszard Brylski basado en una historia de Olga Tokarczuk.

## Argumento
En un pequeño pueblo de provincias vive Halina con su hija Iwonka, una adolescente que sufre un retraso mental ligero. Su marido se suicidó arrojándose delante de un tren en marcha. Ivonka tiene un bebe, pero no quiere decir quién es el padre. Su madre jura sobre la tumba de su esposo, que antes de Nochebuena el niño será bautizado y recibirá el nombre de su padre. Inicia la búsqueda.

## Reparto principal
- Katarzyna Figura como Halina Iwanek.
- Natalia Rybicka como Iwonka Iwanek.
- Zbigniew Zamachowski como Matuszek.
- Marek Kasprzyk como Władek.

## Premios

### 2003
- Festiwal Polskich Filmów Fabularnych w Gdyni: (Festival de Cine Polaco de Ficción en Gdynia)
- Nagroda Krajowej Rady Radiofonii i Telewizji dla filmu telewizyjnego (Premio del Consejo Nacional de Radio y Televisión a la película de televisión.)
- Nagroda Teletygodnia dla najlepszego filmu telewizyjnego (Premio de la revista “Teletydzień”a la mejor película de TV)
- Nagroda Rady Programowej TVP (Premio del Consejo de Programas de TV)
- Lato Filmów w Kazimierzu Dolnym: (Festival Estival de Cine en Kazimierz Dolny)
- Nagroda miesięcznika Twój Styl – Katarzyna Figura (Premio de la revista mensual Tu Estilo- Katarzyna Figura)

### 2004
- Przegląd Filmowy Prowincjonalia w Słupcy k. Konina: (Film Review de Cine Prowincjonalia de Słupcy k. Konina)
- Nagroda dla najlepszej aktorki – Katarzyna Figura (Premio a la mejor actriz- Katarzyna Figura)
- Premio del Cine Polaco (Águila)
- Najlepszy montaż – Jarosław Kamiński (Premio al mejor montaje)
- Najlepsza aktorka – Katarzyna Figura (Premio a la mejor actriz)
- Nominacje do Orła: (nominación al Premio Orzeł)
- Najlepszy film (Premio a la mejor película)
- Najlepszy scenariusz – Ryszard Brylski (Premio al mejor guion)
- Najlepsza aktorka drugoplanowa – Natalia Rybicka (Premio a la mejor actriz secundaria)
- Najlepszy aktor drugoplanowy – Zbigniew Zamachowski (Premio al mejor actor secundario)
- Ogólnopolski Festiwal Sztuki Filmowej Prowincjonalia we Wrześni (Festival Nacional Prowincjonalia de Artes Escénicas en Września)
- Jancio Wodnik dla najlepszego filmu fabularnego (Jancio Wodnik a la mejor película de ficción)
- Nagroda publiczności dla najlepszej aktorki – Katarzyna Figura (Premio de la audiencia a la mejor actriz)
- Tarnowska Nagroda Filmowa (Premio cinematográfico Tarnowska)
- Srebrna Statuetka Lewity – Nagroda Specjalna – Katarzyna Figura i Natalia Rybicka (Estatuilla de plata Lewity- premio especial)

### 2005
- MFF w Dubrowniku: (MFF en Dubrownik)
- Nagroda za reżyserię – Ryszard Brylski (Premio a la mejor dirección)
- MFF dla Dzieci i Młodzieży w Giffoni Valle Piana (Festival Internacional de Cine para Niños y Jóvenes en Giffoni Valle Piana)
- Brązowy Gryf w sekcji młode pokolenie (Gryf marrón en la sección juventud)